# Gasherbrum I
De Gasherbrum I (ook bekend als Hidden Peak of K5) is met zijn 8080 meter de op tien na hoogste berg op Aarde. De Gasherbrum I maakt deel uit van het Gasherbrummassief in de Pakistaanse Karakoram.
Bij de trigonometrische opmeting van Brits-Indië door T.G. Montgomery kreeg de Gasherbrum I de naam K5 (vijfde top in de Karakoram). De naam Hidden Peak werd in 1892 voor het eerst gebruikt door William Martin Conway, verwijzend naar de extreem afgelegen ligging.
De Gasherbrum I werd voor het eerst beklommen op 5 juli 1958 door Pete Schoening en Andy Kauffman. De twee klimmers maakten deel uit van een Amerikaanse expeditie geleid door Nicholas Clinch.

## Tijdlijn
- 1934 - Een grote internationale expeditie, georganiseerd door de Zwitser G.O. Dyhrenfurth, onderzoekt Gasherbrum I en II. Twee klimmers komen tot 6300 meter.
- 1936 - Een Franse expeditie komt tot 6900 meter.
- 1958 - Eerste beklimming door een Amerikaans team.
- 1975 - Reinhold Messner en Peter Habeler bereiken de top via een nieuwe (noordwest)route. Een dag later worden ze gevolgd door drie Oostenrijkers.
- 1977 - De vierde succesvolle beklimming door twee Joegoslaven, weer over de nieuwe route.
- 1980 - Een Franse expeditie is voor de vijfde keer succesvol en passeert de zuidwand voor de eerste keer.
- 1981 - Japanners maken de zesde succesvolle klim.
- 1982 - G. Sturm, M. Dacher en S. Hupfauer van een Duitse expeditie halen de top via een nieuwe route over de noordwand. In hetzelfde jaar komt de eerste vrouw op de top. Verder is er de eerste afdaling op ski's.
- 1983 - Teams uit Zwitserland, Polen en Spanje halen de top.
- 1984 - Reinhold Messner en Hans Kammerlander steken Gasherbrum I en Gasherbrum II over zonder ertussen terug te gaan naar het basiskamp.
- 2003 - 19 mensen halen de top, 4 doden.
- 2004 - Katja Staartjes en Henk Wesselius bereiken als eerste Nederlanders de top.